# Dirk Denoyelle
Dirk Denoyelle (Roeselare, 2 oktober 1964), is een Vlaams cabaretier die bekendheid verwierf als imitator van bekende personen.

## Biografie
Denoyelle woonde tot zijn studies in Ukkel. Aan de Katholieke Universiteit Leuven studeerde hij voor burgerlijk ingenieur, daarna zou hij een tijd bij IMEC gaan werken. Hij vervulde zijn legerdienst en werkte even als freelance journalist. Vanaf 1991 werkt hij voltijds als cabaretier. Hij werd gauw bekend als stemmenimitator dankzij zijn optredens op podia, maar vooral optredens op de openbare radiozenders gaven zijn bekendheid een stimulans. Door de jaren heen heeft hij zijn repertoire uitgebreid naar sketches en liedjes, waarbij vaak politieke en maatschappijkritische elementen voorkomen. In 1996 was hij aanwezig tijdens de opening van het nieuwe Vlaamse parlementsgebouw in Brussel, waar hij o.m. Annemie Neyts, Wilfried Martens en Louis Tobback imiteerde. Als imitator had hij in 1992 ook een gastrol in de aflevering "Kiescampagne" van het derde seizoen van de Vlaamse komedieserie FC De Kampioenen.
Sinds 2003 vormt Denoyelle met zijn pianist Kris De Jean een vast duo "The Edgy Engineers" dat optreedt in het Nederlands, Engels, Frans, Deens, Spaans en Duits. 
Sinds eind jaren 90 begon Denoyelle met projecten met LEGO-bouwstenen. Hij bouwde een dertigtal hoofden van bekende Vlamingen en wereldsterren, die op tentoonstellingen verschijnen. In 2009 kreeg Dirk het exclusieve label van "LEGO Certified Professional". Hij was de tweede Europeaan en de negende in de wereld die dit kwaliteitsmerk mag hanteren. In 2021 verscheen hij als gastjurylid in de derde aflevering van het tweede seizoen van Lego Masters. 
Hij is ook een van de auteurs van de sinds februari 2008 verschenen manifesten van de Gravensteengroep.
Denoyelle is de stem van Loebas in de bekende Freddi Fish-reeks. Tevens is hij ook te horen in de Vlaamse versie van de Harry Potter films als de stemmen van Hagrid, Voldemort en Sirius Zwarts, in de Vlaamse versie van Toy Story 2 als de stem van Zurg, in de Vlaamse versie van The Incredibles als De Ondermijner en Directeur en voor de vervolgfilm Incredibles 2 keerde hij terug als De Ondermijner.

## Lijst van imitaties
- Albert II
- Guido Belcanto
- Bert Anciaux
- Bert en Ernie
- Stef Bos
- Jacques Brel
- George W. Bush
- Joe Cocker
- Michel Daerden
- David Davidse (als Madame de Coeur-Brisé)
- Henri D'Udekem D'Acoz
- De Nieuwe Snaar
- Frédérik Deburghgraeve
- Kris De Bruyne
- Hans De Booij
- Walter De Buck
- Boudewijn de Groot
- Jan De Wilde
- Jean-Marie Dedecker
- Filip Dewinter
- Elio Di Rupo

- Fozzie Bear
- Karel Dillen
- Dirk Frimout
- Bill Gates
- Julio Iglesias
- Kamagurka (als Kamiel Kafka)
- Kermit de Kikker
- Thé Lau
- Wilfried Martens
- Guus Meeuwis
- Johan Museeuw
- Annemie Neyts
- Willie Nelson
- Joost Nuissl
- Paus Johannes-Paulus II
- Bart Peeters
- Eros Ramazotti
- Samson
- Ramses Shaffy
- Roger Simons

- Simon and Garfunkel
- Bart Somers
- Steve Stevaert
- Louis Tobback
- Will Tura
- The Proclaimers
- Jean-Pierre Van Rossem
- Johan Vande Lanotte
- Frank Vandenbroucke
- Wannes Van de Velde
- Raymond Van Het Groenewoud
- Herman van Veen
- Paul van Vliet
- Frank Vander linden
- Zjef Vanuytsel
- Guy Verhofstadt
- Willem Vermandere
- Johan Verminnen
- Eddy Wally
- Freddy Willockx